# Karl Ernst
Karl Ernst (1. september 1904 – 30. juni 1934) var en af lederne for Sturmabteilung (SA).
Han blev født i Wilmersdorf i Berlin, og arbejdede som ung mand som piccolo på et hotel og som udsmider. I 1923 gik han ind i NSDAP. Han tiltræk sig hurtigt lederen Ernst Röhms opmærksomhed, angivelig ikke mindst fordi han havde udseende med sig, og kom derved ind Röhms inder kreds. 
4. april 1931 blev Ernst forfremmet til SAs leder for Berlin og Brandenburg. Gennem Röhms indflydelse blev han valgt ind i Risdagen i 1932. Tidlig i 1934 blev han forfremmet til SS-Gruppenführer, og han blev samtidig indlemmet i den nationale ledelse for SA. 
30. juni 1934 giftede han sig, og brudeparret kørte til Bremen for at tage videre på bryllupsrejse til Madeira. Udenfor Bremen blev han passeret af SS-medlemmer som åbnede ild mod bilen. Hans kone og chauffør blev såret. Han blev taget med af SS-medlemmerne og sendt til Berlin, hvor han blev henrettet som en del af udrensningen under De lange knives nat.